# Agapenor
Agapenor (altgriechisch Ἀγαπήνωρ Agapḗnōr) ist in der griechischen Mythologie der Sohn des Ankaios und König des arkadischen Tegea.
Eine Tochter ist Laodike.
Nachdem Alkmaion von Pronoos und Agenor, den Brüdern seiner Gattin Arsinoë, getötet worden war, missbilligte Arsinoë diese Tat. Daraufhin sperrten ihre Brüder sie in eine Kiste und übergaben sie Agapenor als Sklavin unter der falschen Beschuldigung, sie sei die Mörderin des Alkmaion gewesen.
Agapenor war ein Freier der Helena und Führer der Arkader vor Troja. Auf der Heimfahrt von Troja wurde er nach Kypros verschlagen, wo er das Heiligtum der Aphrodite in Paphos gründete.